# Nephrotoma milloti
Nephrotoma milloti är en tvåvingeart som beskrevs av Alexander 1959. Nephrotoma milloti ingår i släktet Nephrotoma och familjen storharkrankar.
Artens utbredningsområde är Komorerna. Inga underarter finns listade i Catalogue of Life.